# Tara Whitten
Tara Alice Whitten (Toronto, 13 de julio de 1980) es una deportista canadiense que compitió en ciclismo en la modalidad de pista, especialista en las pruebas de persecución por equipos, puntuación y ómnium.
Participó en los Juegos Olímpicos de Londres 2012, obteniendo una medalla de bronce en la prueba de persecución por equipos (junto con Gillian Carleton y Jasmin Glaesser) y el cuarto lugar en ómnium.
Ganó cinco medallas en el Campeonato Mundial de Ciclismo en Pista entre los años 2009 y 2015.

## Medallero internacional
| Juegos Olímpicos   | Juegos Olímpicos         | Juegos Olímpicos  | Juegos Olímpicos        |
| Año                | Lugar                    | Medalla           | Competición             |
| ------------------ | ------------------------ | ----------------- | ----------------------- |
| 2012               | Londres (Reino Unido)    | Medalla de bronce | Persecución por equipos |
| Campeonato Mundial |                          |                   |                         |
| Año                | Lugar                    | Medalla           | Competición             |
| 2009               | Pruszków (Polonia)       | Medalla de plata  | Ómnium                  |
| 2010               | Ballerup (Dinamarca)     | Medalla de oro    | Puntuación              |
| 2010               | Ballerup (Dinamarca)     | Medalla de oro    | Ómnium                  |
| 2011               | Apeldoorn (Países Bajos) | Medalla de oro    | Ómnium                  |
| 2012               | Melbourne (Australia)    | Medalla de bronce | Persecución por equipos |